# Teodozjusz (Bilczenko)
Teodozjusz (białorus. Феадосій – Fieadosij; ros. Феодосий – Fieodosij; imię świeckie: białorus. Павел Захаравіч Більчанка – Pawieł Zacharawicz Bilczanka; ros. Павел Захарович Бильченко – Pawieł Zacharowicz Bilczenko; ur. 24 grudnia 1943 w Batumi) – biskup Białoruskiego Kościoła Prawosławnego.

## Życiorys
Urodził się w rodzinie wojskowego. W 1964 ukończył technikum elektromechaniczne w Charkowie, po czym podjął pracę w Instytucie Niskich Temperatur Akademii Nauk Ukraińskiej Socjalistycznej Republiki Radzieckiej. Po roku przeszedł do Instytutu Radiofizyki i Elektroniki, gdzie pracował przez pięć lat, równocześnie studiując wieczorowo w Instytucie Pedagogicznym, zaś od 1967 także pracując w instytucie „Энергосеть”, w oddziale z siedzibą w Kijowie.
W 1973 ukończył trzyletnią naukę w seminarium duchownym w Moskwie, a następnie pięcioletnie studia w Moskiewskiej Akademii Duchownej. Został wówczas zatrudniony na uczelni jako wykładowca homiletyki. 4 kwietnia 1977 złożył wieczyste śluby mnisze, zaś 19 maja i 6 listopada tego samego roku przyjmował kolejno święcenia diakońskie i kapłańskie. W 1980 otrzymał godność ihumena. Od 1993 archimandryta.
10 sierpnia 1997 w soborze Objawienia Pańskiego w Połocku miała miejsce jego chirotonia na biskupa połockiego i głębockiego. Od 2006 nosi tytuł arcybiskupa.
Do 2014 pełnił funkcję przewodniczącego Sądu Cerkiewnego Egzarchatu Białoruskiego, z której w wymienionym roku zrezygnował.
Postanowieniem Świętego Synodu z 30 sierpnia 2019 r., hierarcha (ze względu na wiek) przeszedł w stan spoczynku.